# イチョウウキゴケ
イチョウウキゴケ(Ricciocarpos natans)は、浮遊性のコケ植物の1種。1属1種。

## 分布
世界各地に分布する。ウキクサなどに混ざって池や水田の水面に浮遊して生育するが、泥土の上でも陸生形をとって生育できる。

## 形態

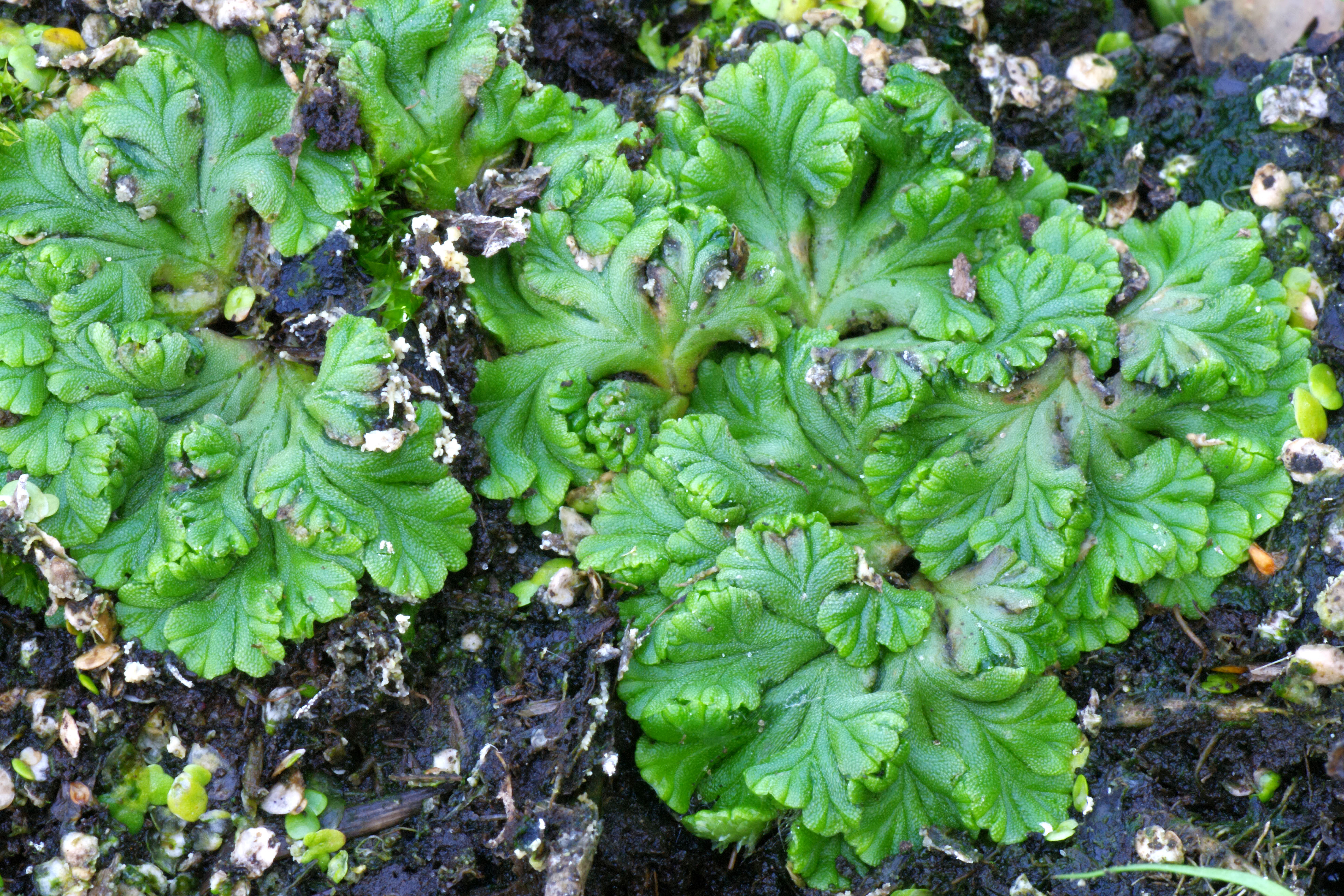
陸生形

葉状体はイチョウのような形をとり、表面には浅い溝がある。葉状体の長さは10mm、幅は5mmほどである。葉状体の内部には気室があり、水面に浮遊できるようになっている。
葉状体の裏面には紫色の腹鱗片がリボン状に伸びる。陸生形ではこの腹鱗片はあまり発達せず、仮根が伸びる。雌雄同株で、生殖器は葉状体の中に埋まっている。

## 保護
日本では、水質汚濁や農薬の使用によって個体数が減少している。そのため一時は環境省のレッドデータブックで絶滅危惧I類に指定されたが、2007年度版のレッドリストでは準絶滅危惧とされた。

## 利用
アクアリウムで用いられることがあるが、栽培は難しい。